# シーシェルト
シーシェルト（英: Sechelt）は、カナダのブリティッシュコロンビア州サンシャインコースト地域の地区自治体。サンシャインコースト地域の行政府がおかれている。
バンクーバーからは約50km北西にあり、ブリティッシュコロンビア州本土から40分のフェリーとブリティッシュコロンビア州道101号線（サンシャインコースト・ハイウェイ）でラングデールから車で25分の距離にある。

## 歴史
この地域はもともとファーストネーション、シーシェルト族の領土であった。シーシェルト入江への戦略的なアクセスであるこの地で数千年にわたり狩猟採集生活を営んできた。
欧州人は1860年代から1880年代までに入植し、林業と漁業で集落を開発した。

## 教育
- キャピラノ大学：サテライト・キャンパスがシーシェルトにある。

## 交通
- ブリティッシュコロンビア州道101号線
- シーシェルト飛行場